# هارانکاهاگودا
هارانکاهاگودا (به لاتین: Harankahagoda) یک منطقهٔ مسکونی در سری‌لانکا است که در استان مرکزی (سری‌لانکا) واقع شده‌است.